# 11374 Briantaylor
11374 Briantaylor è un asteroide della fascia principale. Scoperto nel 1998, presenta un'orbita caratterizzata da un semiasse maggiore pari a 2,3414125 UA e da un'eccentricità di 0,1375264, inclinata di 6,88510° rispetto all'eclittica.